# Johnson Sabin
Pour les articles homonymes, voir Sabin.
Johnson Sabin est un photojournaliste haïtien, photographe documentaire, basé entre Haïti et la France. Il documente les réalités politiques et sociales haïtiennes, en mettant un accent particulier sur les mouvements sociaux contemporains,.

## Biographie

### ⁠Parcours personnel et académique
Johnson Sabin est originaire de Jérémie, dans le département de la Grande-Anse, où il a grandi dans une famille chrétienne. Son éducation a été marquée par une double influence culturelle et spirituelle, combinant le catholicisme et les pratiques vaudoues. Enfant de chœur à la paroisse Saint-Antoine, il a développé une sensibilité particulière aux récits, aux symboles et aux traditions qui ont façonné son environnement. Ces expériences ont eu un impact profond sur son regard artistique et sa manière d'aborder la photographie.
Après ses études secondaires en Haïti, Sabin a poursuivi des études supérieures en ingénierie du développement local à l’Université Catholique de Lyon, en France. Cette formation lui a permis de développer une approche méthodique et analytique des dynamiques sociales et environnementales. Avant de se consacrer à la photographie, il a fait ses débuts dans le théâtre sous la direction de Paula Clermont Péan, une expérience qui a renforcé son intérêt pour la narration visuelle et les histoires humaines. Inspiré par des figures comme Henri Cartier-Bresson, Sabin a choisi de se concentrer sur la photographie comme moyen de documenter la vie quotidienne et les enjeux sociétaux.
En parallèle de sa pratique artistique, Johnson Sabin s’investit également dans le partage des connaissances. Il anime des conférences, notamment à l’École Normale Supérieure de l’Université d’État d’Haïti, où il explore les liens entre photographie, société et histoire. Ces interventions visent à sensibiliser les étudiants et les professionnels aux responsabilités éthiques et aux enjeux artistiques liés à l’utilisation de l’image dans le contexte haïtien.

## Engagement artistique et documentaire
Depuis plus de dix ans, Johnson Sabin travaille à capturer les réalités sociales et les défis auxquels sont confrontées les communautés en Haïti. Il a collaboré avec des organisations internationales comme Médecins Sans Frontières (MSF), participant à des tables rondes sur les défis du témoignage dans des contextes de violence et d’instabilité. Son travail ne se limite pas à la photographie de crise, mais inclut également des projets environnementaux et de développement durable. En partenariat avec Agrisud et la Région Nouvelle-Aquitaine, il a réalisé une exposition intitulée L’agriculture familiale durable en Haïti. Cette exposition, présentée à Bordeaux, met en lumière le travail des agriculteurs haïtiens et leur résilience face aux défis climatiques et économiques.
Johnson Sabin a également mené des enquêtes photographiques approfondies sur des problématiques sociopolitiques en Haïti, notamment sur la montée des gangs et l’insécurité. En collaboration avec des journalistes comme Gaël Turine et Milo Milfort, il a participé à la production d’un reportage en plusieurs volets diffusé sur Lalibre.be. Ce projet aborde des thématiques telles que la violence, la pauvreté et la prolifération des armes, tout en documentant le quotidien des habitants. Par ailleurs, Sabin partage régulièrement son expérience dans des émissions télévisées, offrant des analyses sur les défis contemporains et les rôles du photographe en tant que témoin de ces réalités.
Sa démarche artistique est centrée sur la valorisation de l’image comme un outil d’éducation, de dialogue et de réflexion. En animant des conférences et en participant à des projets collaboratifs, Sabin s’efforce de sensibiliser les publics locaux et internationaux aux complexités de la société haïtienne tout en mettant en avant les forces et les initiatives de ses communautés. Ses œuvres, à la croisée de l’art et du journalisme, s’inscrivent dans une volonté de mémoire et de transmission, à travers une approche authentique et humaniste.

## Œuvres

### Peyi Lòk
Johnson Sabin, photojournaliste haïtien engagé, a publié Peyi Lòk, un livre photo qui documente les manifestations de 2019 en Haïti, marquant un moment critique de l'histoire récente du pays. À travers une collection de 60 clichés accompagnés de textes analytiques, Sabin utilise la photographie pour immortaliser ce mouvement social majeur.
Ce livre vise à offrir une représentation visuelle puissante des luttes et des émotions qui ont animé la population pendant cette période de blocage national (peyi lòk), une stratégie de protestation ayant paralysé les activités économiques et sociales.Les images de Sabin capturent des scènes emblématiques de colère, de résilience et de solidarité parmi les manifestants. Son objectif va au-delà de la simple documentation ; il s'agit de transmettre l'intensité et la complexité de ces événements. Par ses cadrages et sa maîtrise des contrastes, il met en lumière non seulement les revendications populaires, mais aussi les réalités difficiles auxquelles la population est confrontée quotidiennement.
En publiant ce livre, Johnson Sabin cherche également à préserver la mémoire collective des événements de 2019. Peyi Lòk agit comme une archive visuelle, offrant un témoignage durable pour les générations futures. Le livre ne se limite pas à une présentation factuelle; il propose une réflexion profonde sur les causes et les conséquences de ces manifestations, tout en soulignant l'urgence de trouver des solutions pour sortir de la crise.
L'impact de Peyi Lòk réside dans sa capacité à faire ressentir ces moments de choc à travers des images qui parlent d'elles-mêmes. Chaque photographie raconte une histoire, mettant en scène des individus et des foules engagés dans une lutte collective pour la justice sociale. Ces représentations visuelles permettent au lecteur de s'immerger dans le quotidien des Haïtiens pendant le peyi lòk, illustrant à la fois leur souffrance et leur détermination à changer leur réalité.
Peyi Lòk n'est pas seulement un livre de photographies, mais un outil de sensibilisation et de mémoire. Par son œuvre, Johnson Sabin démontre le pouvoir de la photographie comme moyen d'expression, d'analyse et de transmission historique, contribuant ainsi à immortaliser un moment clé de l'histoire contemporaine d'Haïti.

## Johnson Sabin face à l'inévitable
Johnson Sabin, photojournaliste haïtien, s’engage à documenter la crise profonde qui ravage Haïti. À travers son objectif, il immortalise des scènes de violence et la souffrance quotidienne des habitants, tout en mettant sa vie en danger. Il témoigne d’atrocités comme des corps abandonnés dans les rues ou enterrés sans cérémonie, et dénonce la banalisation croissante de ces horreurs.
Dans un pays où les jeunes armés transforment les rues en champs de bataille et où la police peine à maintenir l’ordre, Sabin persiste malgré l’absence de protection pour les journalistes. Conscient des risques, il se consacre à informer et à préserver la mémoire collective, convaincu de l’importance de son rôle dans cette période sombre de l’histoire d’Haïti.
Face à l’exode massif de nombreux Haïtiens, désillusionnés par la situation, Sabin refuse de quitter son pays. Il s’appuie sur son intuition pour se protéger et continue son travail avec l’espoir d’un avenir meilleur pour Haïti. Par son engagement, il lutte pour que les souffrances de son peuple soient reconnues et ne tombent pas dans l’oubli.

## Œuvres et expositions

### Expositions individuelles
- 2016: Traversée une série de clichés sur la vie quotidienne en Haïti exposée au «Fût chantant» à Saint-Brieuc, France[12].

- 2020: Pèlerinage: un cheminement entre deux mondes  première exposition individuelle présentée à la Maison Dufort, port-au-prince, explorant les liens entre le vaudou et le catholicisme. Reprise lors de la première édition de Haïti, le printemps de l’art en 2021[13].

Expositions collectives
- 2021: PetroCaribe, peyi bloke présentation d’une série de photographies sur les manifestations populaires à Dijon, France[14].

- 2021: Haïti, un autre regard  exposition à l’espace Darwin à Bordeaux, en collaboration avec Agrisud, sur l’agriculture familiale durable en Haïti[13].

## Style et influence
Le travail de Johnson Sabin est caractérisé par une approche documentaire et artistique qui transcende les frontières entre esthétique et narration. Son œuvre examine les tensions sociales et politiques, tout en mettant en lumière les héritages historiques de l’ordre social haïtien.
Inspiré par des maîtres comme Henri Cartier-Bresson, Sabin se concentre sur le rôle de la photographie comme outil de documentation historique et de sensibilisation aux réalités contemporaines d’Haïti.

## Engagement professionnel
Johnson Sabin collabore régulièrement avec des agences de presse internationales et vend ses tirages à des organisations variées. Son objectif est de créer un dialogue autour des problématiques sociopolitiques haïtiennes, tout en encourageant les jeunes photographes à perfectionner leur art.